# 渋谷天笑 (2代目)
二代目 渋谷 天笑（にだいめ しぶや てんしょう、1984年1月4日 - ）は、日本の俳優。松竹新喜劇の劇団員で、劇団若手リーダーのひとり。大分県出身。養父は、三代目渋谷天外。

## 来歴・人物
中学３年生のとき、テレビドラマ『みにくいアヒルの子』（1996年、フジテレビ）を見て、「こんなたくさんの人を『頑張ろう』という気持ちにさせる仕事はすごい」と感銘を受け、役者を志す。
芸能プロダクションエヌ・エー・シーの付属養成所NACタレントセンター（大阪）に127期生として入所。2002年から古長英治の名で芸能活動をスタートさせ、テレビドラマや舞台に出演する。
あるとき観劇した松竹新喜劇の大阪弁による舞台に衝撃を受け、劇団の代表である三代目渋谷天外の付き人となる。半年後の2010年6月に松竹新喜劇へ入団。そこからさらに３年間、天外の付き人を務めた。舞台では、胡蝶英治の名で劇団の若手二枚として活躍。師匠の天外からは「二枚目やけど、どっか抜けていて喜劇向きの役者」と評される。
2017年9月7日初日の新橋演舞場『松竹新喜劇 新秋公演』にて、「渋谷天笑」を襲名。「渋谷天笑」は、天外が22歳のときに藤山寛美から名付けられた初名で、三代目「渋谷天外」襲名後、25年間途絶えていた。天外には後継ぎがいなかったため、「渋谷は自分で終わる」と考えていたところ、天笑（当時胡蝶）が「渋谷を僕にください、渋谷の名前を残したいです」と願い出て、名跡が引き継がれる運びとなった。
34歳で通信制の高校に入学し、３年間学業を修め、2021年3月に卒業。
2023年5月の松竹新喜劇創立75周年記念特別公演で天外が31年務めた劇団座長を退くと、劇団は若手5人を軸とする集団指導体制に移行。天笑もその若手リーダーの一人として、劇団をけん引する立場となる。
松竹新喜劇と並行して、外部の舞台や映像出演にも積極的に取り組む中、舞台『取り立てやお春』（2010年-2011年）で錦織一清と共演し、意気投合。以来、錦織演出舞台への出演を中心に多くの活動を共にしており、2023年10月1日には、正式に錦織一清主催の「アンクル・シナモン」に所属することが公表された。
2023年12月15日、渋谷天笑ファンクラブ「TENSHO座」発足。
2024年2月、一般女性と結婚。さらに2024年3月15日、三代目渋谷天外の養子となった
。

## 出演

### 舞台

#### 松竹新喜劇公演
- 松竹新喜劇 錦秋公演（2012年11月：大阪松竹座）
- 松竹新喜劇 南座プロデュース公演（2013年3月：京都南座）
- 松竹新喜劇 爆笑公演（2015年5月：枚方市民会館ほか）
- 松竹新喜劇 葉月爆笑公演（2015年8月：京都南座）
- 松竹新喜劇 新秋公演（2017年9月：新橋演舞場） - 二代目渋谷天笑襲名
- 松竹新喜劇 錦秋公演（2017年11月：大阪松竹座）
- 劇団創立70周年記念公演松竹新喜劇（2018年9月：大阪松竹座）
- 松竹新喜劇 錦秋特別公演（2019年11月：大阪松竹座）
- 初笑い! 松竹新喜劇 新春お年玉公演（2020年1月：京都南座）
- 初笑い! 松竹新喜劇 新春お年玉公演（2021年1月：京都南座）
- 松竹新喜劇 夏まつり特別公演（2021年7月：京都南座）
- 松竹新喜劇 錦秋公演（2021年11月：大阪松竹座）
- 初笑い! 松竹新喜劇 新春お年玉公演（2022年１月：京都南座）
- 初笑い! 松竹新喜劇 新春お年玉公演（2023年１月：京都南座）
- 松竹新喜劇 五月新緑公演（2023年5月：大阪松竹座）
- 初笑い! 松竹新喜劇 新春お年玉公演（2024年1月：京都南座）
- 松竹新喜劇　喜劇発祥120年（2024年5月：大阪松竹座）
- 11月松竹新喜劇公演（2024年11月：大阪松竹座）
- 松竹創業130周年 初笑い! 松竹新喜劇 新春お年玉公演（2025年1月：京都南座）[13]

#### 錦織一清演出作品
- テレサ・テン生誕60周年記念音楽劇 恋人たちの神話（2012年9月：三越劇場）
- 織田作之助生誕100年 青春グラフィティ音楽劇 ザ.オダサク（2013年5月：大阪松竹座、新橋演舞場）
- 熱海殺人事件〜クォリファイングトライアル〜（2014年3月：ニッポン放送イマジンスタジオ） - 熊田留吉役
- ミュージカル ザ・オダサク 〜愛と青春のデカダンス〜（2014年4月：KAAT神奈川芸術劇場、5月：京都南座）
- 広島に原爆を落とす日（2015年4月：京都南座、全国公演）
- あゝ同期の桜（2015年7月：ニッポン放送イマジンスタジオ）
- あゝ同期の桜 〜風になった空の男たち〜（2016年3月：博多リバレインホール）
- 痛快！人情時代劇 三太 かわら版売り（2017年3月：ニッポン放送イマジンスタジオ）
- 蘭 〜緒方洪庵 浪華の事件帳〜（2018年5月：大阪松竹座・新橋演舞場、2019年8月-9月：全国12か所巡業）
- 【自主公演】TENSHO座 サラリーマンナイトフィーバー（2020年2月、本所松坂亭劇場） - 主演 サラリーマン広瀬役
- 【自主公演】TENSHO座 サラリーマンナイトフィーバー（2021年9月、本所松坂亭劇場、オンライン公演） - 主演 サラリーマン広瀬役
- 毒薬と老嬢（2022年3月-４月、新橋演舞場、名古屋御園座、久留米シティプラザ ザ・グランドホール、札幌道新ホール、大阪松竹座） - テディ役
- サラリーマンナイトフィーバー（2022年8–9月：全国公演、10月：大阪松竹座） - サラリーマン飯脇役
- サラリーマンナイトフィーバー（2023年2月：三越劇場） - 主演 サラリーマン広瀬役
- 垣根の魔女（2023年4月：大阪松竹座、５月：全国公演） - 高木サトル役
- あゝ同期の桜（2024年3月9日 - 3月17日 東京日本橋・三越劇場、3月30日 - 3月31日 京都・南座、2025年7月26日 - 27日：大阪 松下IMPホール、8月13日 - 19日：三越劇場） -豊島中佐役
- 【自主公演】TENSHO座 熱海殺人事件（2024年6月、心斎橋角座） - 熊田留吉役
- 蒲田行進曲完結篇･銀ちゃんが逝く（2024年7月、浅草花劇場） - 佐藤役
- カルメン故郷に帰る（2024年8月：新橋演舞場、9月：大阪松竹座、全国公演）[14] - 信平役
- 毒薬と老嬢（2025年3月-4月：三越劇場） - テディ役
- 熱海殺人事件（2025年4月-5月：新宿シアタートップス） - 熊田留吉役
- 狂人遊戯（2025年6月：東京両国シアターＸカイ、6月-7月：神戸三宮 シアター･エートー）

#### その他の舞台
- 松井誠烈風公演（2003年3月、新歌舞伎座）
- 北島三郎特別公演（2008年3月、梅田コマ劇場）
- 藤山寛美没後二十年・六月喜劇特別公演（2010年6月、新橋演舞場）
- 取り立てやお春（2011年3月、大阪松竹座）
- 五木ひろし特別公演（2012年2月：明治座、6月：新歌舞伎座）
- 前川清特別公演（2012年7月、御園座）
- 中村美律子、神野美伽、錦秋特別公演（2012年10月、新歌舞伎座）
- エル・スール～我が心のふるさと博多、そして西鉄ライオンズ～（2018年2月、ABCホール、藤山扇治郎自主公演）
- トリッパー遊園地（2019年3月：新橋演舞場ほか地方公演、4月：大阪松竹座）
- 三婆（2019年5-6月、大阪松竹座）
- 藤山寛美三十三回忌追善 喜劇特別公演（2022年5月：大阪松竹座、7月：新橋演舞場、10月：京都南座）
- 錦秋喜劇特別公演（2024年10月、京都南座）

### テレビドラマ
- NHK総合・Eテレ
  - 最後の忠臣蔵 - 間新六郎 役
  - 連続テレビ小説 
    - 風のハルカ - 赤井 役
    - カーネーション（54話）- 青年団員 役
    - おちょやん - 須賀廼家天晴 役
    - ブギウギ - 助監督 役

  - 中学生日記
  - その時歴史が動いた - （豊臣秀長編）豊臣秀長 役、（実朝暗殺編）源実朝 役、（天璋院と和宮編）（河井継之助編）岩村精一郎 役
- 日本テレビ
  - 河井継之助 - 桑名蕃主 役
  - 日本史サスペンス劇場（田沼意次編）徳川家基 役、（戦国の女達 お江与編）徳川秀忠 役、（その後の篤姫編）勝梅太郎 役
  - 遺産相続弁護士 柿崎真一（第4話.第8話.第9話.第10話.第11話） 木村巡査 役
- TBS
  - 水戸黄門（39部・20話） - 留 役
- BS-i
  - 東京少女−セピア編（古都少女） - 篠原武 役
- フジテレビ
  - 大奥 - 近習 役
- テレビ東京
  - 密命（寒月霞斬り）（5話） - 遊び人男 役

### 映画
- キネマの神様（2021年8月6日）

### TVCM
- 「VC3000のど飴」
- 「関西電力（関電SOS＋ケイオプティコム）」
- 「四国電力 電化住宅」（'06.8/12〜1年間　地域：四国）

### スチール
- 「東芝企業広告」

### VP
- 「影の交渉人」レポーター役